# Hydrodamalis cuestae
Hydrodamalis cuestae – wymarły ssak morski z rodziny diugoniowatych. Żył 3-5 milionów lat temu  (koniec miocenu, pliocen). 
Szczątki tego gatunku zostały znalezione w Kalifornii, Kalifornii Dolnej i Japonii. 
Było to zwierzę o wadze około 10 ton i długości 9 m. 